# Tour de Colombie 2013
Le Tour de Colombie 2013 a lieu du 9 au 23 juin 2013. La Vuelta a Colombia "Supérate-Intercolegiados" (nom officiel) est inscrite au calendrier de l'UCI America Tour 2013, en catégorie 2.2. Pour la première fois depuis 1991, la course part de la capitale de l'Équateur, Quito, .

## Présentation
À la suite d'une visite, l'hiver précédent, du président colombien Juan Manuel Santos en Équateur, pour normaliser les relations entre les deux pays, les responsables politiques ont cherché un évènement sportif pour symboliser cette nouvelle entente. Le Tour de Colombie a été choisi comme symbole de l'amitié entre les deux nations. Ainsi au départ de l'épreuve, la solennité de l'évènement est renforcée par la présence des vice-présidents de Colombie et d'Équateur. Lors de la cérémonie protocolaire, ils délivrent un message de fraternité et le vœu d'une compétition saine.

### Parcours
La Fédération colombienne de cyclisme officialise le parcours, mercredi 24 avril 2013. La compétition retrouve son format habituel avec deux semaines de course et un jour de repos, le 17 juin. Elle est constituée de quatorze étapes pour une distance totale de 2 138 km. Le départ de la course depuis la capitale équatorienne, pour la première fois depuis vingt-deux ans, est l'innovation principale de cette soixante-troisième édition. Le parcours de la première étape se déroule entièrement dans le pays voisin. Les coureurs pénètrent en Colombie durant la deuxième étape. Le Tour de Colombie se termine par un contre-la-montre individuel de 32 km, dans la ville de Medellín (finalement réduit à 27,9 km). La veille de la journée de repos se dispute l'étape la plus longue de cette Vuelta, 213 km entre Ibagué et Bogota. L'alto de La Línea, lors de la septième étape, est le seul col hors catégorie de l'épreuve. Le parcours paraît plus exigeant que les années précédentes, pour bon nombre de coureurs, sans réelle journée de transition,. Víctor Hugo Peña est plus sévère. Il trouve la course colombienne, c'est-à-dire essentiellement focalisée sur les caractéristiques du coureur national. La course est, pour lui, loin des standards européens, n'offrant aucun espace pour les sprinteurs et autres rouleurs, part importante du peloton international. Il en veut pour preuve, la difficulté de la Fédération a trouvé cinq équipes étrangères pour disputer l'épreuve.

### Équipes
Cent cinquante-huit coureurs de dix-huit équipes sont officiellement engagés.
| Dossards | Équipe                                                        |
| -------- | ------------------------------------------------------------- |
| 1-10     | Formesan - Bogotá Humana - ETB                                |
| 11-20    | Indeportes Boyacá - EBSA                                      |
| 21-30    | Aguardiente Antioqueño - Lotería de Medellín - IDEA           |
| 31-40    | Coldeportes - Claro                                           |
| 41-50    | GW Shimano - Envía - Gatorade                                 |
| 51-60    | EPM-UNE                                                       |
| 61-69    | Supergiros - Blanco del Valle - Lotería del Valle - Redetrans |
| 71-80    | 4-72 Colombia                                                 |
| 81-90    | Movistar Team America                                         |

| Dossards | Équipe                                        |
| -------- | --------------------------------------------- |
| 91-100   | Fuerzas Armadas - Ejército Nacional           |
| 101-110  | Gobernación del Tolima - Formar - Seg del Sur |
| 111-119  | Más en Cristo - IMRD Chía - Postal Express    |
| 121-129  | Aguardiente Néctar - Calidad de vida          |
| 131-139  | Sélection national d'Équateur                 |
| 141-149  | Coltejer - Alcaldía de Manizales              |
| 151-159  | San Luis Somos Todos                          |
| 161-166  | Amore & Vita                                  |
| 171-176  | Utensilnord Ora24.eu                          |

#### Équipes continentales
En vertu de son rôle d'ambassadrice du cyclisme colombien dans le monde, le manager de la formation Colombia, Claudio Corti annonce à Andrés Botero, le directeur de Coldeportes, principal commanditaire de l'équipe, comme quasi-certaine la participation de celle-ci au Tour de Colombie. Pourtant quelques jours plus tard, il se rétracte, prétextant un problème de calendrier et le manque de temps entre la fin du Tour d'Italie et le départ de la compétition.
Par contre, les trois équipes continentales colombiennes sont bien présentes. Toujours dirigée par Raúl Mesa (épaulé par son fils Gabriel Jaime Mesa), l'équipe EPM-UNE est au départ, pour remporter le titre avec son leader Óscar Sevilla. La formation composée d'hommes expérimentés comme Giovanni Báez (vainqueur 2008) ou Walter Pedraza (champion national), s'appuie sur Jaime Castañeda et Weimar Roldán, pour les étapes de plat mais doit toutefois se passer de Ramiro Rincón, forfait.
La deuxième équipe colombienne, affiliée à l'UCI, présente est la formation Coldeportes - Claro. Dirigé par l'ancien vainqueur de l'épreuve, Carlos Mario Jaramillo, elle a pour capitaine de route, l'expérimenté Luis Felipe Laverde et peut compter sur le talent du tout nouveau champion de Colombie espoirs Ronald Gómez, vainqueur en 2012 de la Vuelta de la Juventud. Équipe formatrice, les objectifs sont de faire du mieux possible au classement général, avec Laverde et Julián Rodas, sur qui Jaramillo compte beaucoup, et de gagner le classement des moins de 23 ans avec Gómez, Sebastián Henao ou le jeune frère du directeur sportif, Daniel.
La troisième équipe continentale du peloton colombien est la formation 4-72 Colombia. Elle part un peu dans l'inconnu, n'ayant pas disputé d'épreuves en Colombie depuis fin mars, car elle est allée disputer neuf courses en Europe. Cependant, elle dispose en la personne d'Edson Calderón, du coureur capable de bien figurer au classement final. Pour leur directeur sportif, Luis Fernando Saldarriaga, même si gagner la course lui semble hors de portée, les objectifs à cibler sont le gain d'étapes et la victoire dans le classement Espoirs. Absent en début de compétition, pour pouvoir accompagner les Espoirs à la Coupe des nations Ville Saguenay, Saldarriaga est remplacé par son adjoint Jimmy Martínez.
Pour faire partie de l'UCI America Tour 2013, les organisateurs ont besoin de cinq formations étrangères. Début avril, deux équipes continentales confirment leur présence. Amore & Vita, formation italienne, courant sous licence ukrainienne est annoncée en compagnie de l'équipe Funvic Brasilinvest, provenant du Brésil. Même si les Sud-américains se désistent finalement, les Européens sont bien au départ de Quito, le 9 juin. Sous la direction sportive de Maurizio Giorgini, six coureurs de la formation, dont trois Ukrainiens, affrontent les Colombiens sur leur propre terrain.
Bien qu'aucun de ses coureurs n'ait terminé l'édition 2012, l'équipe argentine San Luis Somos Todos tente une nouvelle participation, auréolée de la victoire de Daniel Díaz, dans le Tour de San Luis. Díaz, leader de l'UCI America Tour 2013, jusqu'au mois précédent, doit venir sur la compétition, pour combler une partie de son retard, dans ce classement. Cependant ni lui, ni Jorge Giacinti effectuent le déplacement en Équateur.
Fort des deux succès de Marco Zanotti obtenus l'année précédente, la formation Utensilnord Ora24.eu revient sur les routes de la Vuelta. À licence hongroise, cette fois, elle est dirigée par Franco Gini qui emmène, avec lui, six hommes de nationalité italienne.
La quatrième, et finalement, dernière équipe étrangère à se présenter est une sélection de coureurs équatoriens. Mais des Jhonny Caicedo, Marcelo Paspuezán ou Juan Pozo attendus, de nombreux désistements affaiblissent, sérieusement, la représentation de la fédération cycliste équatorienne.

#### Équipes élites
La première à annoncer sa participation à la compétition est l'équipe sponsorisée par les Forces armées colombiennes. Pour la quatrième année consécutive, la formation Fuerzas Armadas - Ejército Nacional participe à l'épreuve avec à sa tête, l'ancien double meilleur grimpeur du Tour d'Italie, José Jaime González. Elle compte sur des hommes d'expérience comme Leonardo Rodríguez et Willinton Bustamante.
Pour l'équipe Más en Cristo - IMRD Chía - Postal Express, nouvellement créée, le Tour national est son baptême du feu. Dirigé par Danilo Alvis, un nouveau venu, diplômé de la Fédération espagnole de cyclisme, la formation a pour capitaine de route Juan Pablo Wilches, sans équipe depuis la fin de saison passée. Avec son frère Norberto comme coéquipier, l'objectif est de faire mieux que participer. L'effectif doit mettre son leader, J.P. Wilches, dans les meilleurs dispositions pour disputer une place au classement général, tout en tentant de s'immiscer dans les échappées.
L'équipe Supergiros - Blanco del Valle - Lotería del Valle - Redetrans est la troisième formation à se présenter. Elle est constituée d'un mélange d'expérience et de jeunesse. Víctor Hugo Peña, bien que reconnaissant ses lacunes en haute montagne, annonce qu'il est là pour disputer le titre. Sans véritable leader, l'équipe dirigée par Carlos “Ramillete” Pérez, compte également sur l'expérimenté Jorge Humberto Martínez, la fraîcheur du tout nouveau champion panaméricain Jonathan Paredes et les talents de grimpeur de Santiago Ojeda pour peser sur la course.
Fort de onze Vueltas vécues comme entraîneur, Carlos Omar Guerrero emmène les Formesan - Bogotá Humana - ETB à la conquête du titre. Vainqueur des deux précédentes éditions, Félix Cárdenas est le nouvel homme fort de l'équipe. Confiant sur l'état de forme de ses troupes et la solidité de son chef de file, le directeur sportif mise exclusivement sur lui.
Au départ, la formation Aguardiente Antioqueño - Lotería de Medellín - IDEA semble la plus forte. Elle peut s'appuyer sur des hommes tous capables de s'imposer, comme Alejandro Ramírez, deuxième de l'édition précédente ou sur Mauricio Ortega, également monté sur le podium final en 2008. De plus, elle s'est renforcée avec l’arrivée, à l'intersaison, de Mauricio Ardila, membre d'équipes européennes Pro-Tour, plusieurs années et de Rafael Infantino, lauréat du Clásico RCN 2011. Grâce à ses résultats 2012 (et notamment une deuxième place sur le Clásico RCN), Alex Cano en est le fer de lance.
Puis c'est au tour de l'équipe Aguardiente Néctar - Calidad de vida de se présenter. Avec l'appui du gouvernement du département de Cundinamarca et de sa ligue cycliste, l'équipe cherchera à faire aussi bien que l'année précédente, où Flober Peña avait réussi à monter sur le podium final. Le grimpeur Álvaro Gómez est le leader désigné pour l'épreuve.
En l'absence de Cárdenas, parti à l'intersaison, l'équipe "GW Shimano - Envía - Gatorade" appréhende sa septième Vuelta consécutive de manière différente. Hier, travaillant pour un seul homme, la formation s'aligne comme un groupe compact. Conscient d'être moins bien armé que les EPM-UNE ou l'équipe Orgullo Paisa pour la victoire finale, le directeur technique Luis Alfonso Cely a d'autres objectifs comme les étapes volantes avec Karol Torres ou le trophée du meilleur grimpeur. Sebastián Tamayo est en grande forme et Cely reste confiant dans les chances de Jonathan Millán et d'Óscar Sánchez de bien figurer (troisième et quatrième de la Vuelta a Antioquia, course préparatoire à l'épreuve nationale). Pour Sánchez, il s'agit aussi de consolider sa place de leader de l'UCI America Tour 2013, en glanant quelques points.
L'équipe Gobernación del Tolima - Formar - Seg del Sur est au départ grâce au soutien du gouvernement du département du Tolima (par l’intermédiaire d'Indeportes Tolima) et de sa ligue cycliste. Aucun coureur ne se détache dans cette formation.
L'entreprise textile Coltejer fait son retour sur le Tour de Colombie, après cinquante ans d'absence, en s'associant avec la municipalité de Manizales, elle patronne l'équipe Coltejer - Alcaldía de Manizales. La formation est dirigée par les anciens coureurs Héctor Castaño et Héctor Iván Palacio, sur le podium de la Vuelta 2000. Javier González, sur les courses en Europe, l'année précédente, avec la formation Colombia-Coldeportes et ancien vainqueur du Clásico RCN, accompagné de Flober Peña, troisième l'année précédente sont les hommes sur lesquels comptent la formation pour s'immiscer dans la lutte pour le titre.
Une des formations les plus anciennes, ayant révélé un nombre considérable de talents, est encore au départ cette année. L'équipe Indeportes Boyacá - EBSA, toujours dirigée par Rafael Antonio Niño, recordman des victoires dans l'épreuve, s'appuie sur des hommes expérimentés et des jeunes prometteurs. Fernando Camargo, meilleur grimpeur de l'édition 2012 et vainqueur de deux étapes, avec Víctor Niño, cinquième en 2012 et sixième en 2011, auront la responsabilité de disputer le classement général. Niño espère, une fois encore, terminer dans les cinq premiers, tandis que les jeunes sont là pour intégrer les échappées et gagner des étapes.
La dernière formation de l'élite colombienne à disputer le Tour de Colombie est l'équipe Movistar Team America. Déjà deux fois sur le podium de l'épreuve, Freddy Montaña en est le leader. Le manager général Libardo Leyton compte sur lui pour être un protagoniste pour la victoire finale. Il peut s'appuyer sur l'expérience de Freddy González et sur le vainqueur de la dernière Clásica a Tulcán (es), l'Équatorien Byron Guamá.

### Favoris
La presse colombienne circonscrit la course à un duel entre Óscar Sevilla et Félix Cárdenas. Pourtant ce dernier, en regard d'un début de saison en demi-teinte, semble ne pas être en mesure de défendre son sceptre. Il déclare toutefois que l'objectif de sa nouvelle formation Formesán-Bogotá Humana-ETB (où il remplace poste pour poste Sevilla) est de lui faire remporter le Tour, pour la troisième fois consécutivement.
Tandis que cette édition semble ne pouvoir échapper aux EPM-UNE. Ils ont remporté, en plus de la course en ligne des championnats nationaux, six épreuves par étapes sur les sept que proposait le début de saison en Colombie. Leur leader Óscar Sevilla a gagné quatre courses sur les cinq auxquelles il a participé (terminant la cinquième, deuxième derrière son coéquipier Ramiro Rincón). Le Colombo-espagnol est le favori logique de cette soixante-troisième édition. Étiquette qu'il assume volontiers.
Face à lui, Óscar Sánchez paraît le plus dangereux. En tête du classement provisoire de l'UCI America Tour 2013, après ses victoires dans les Tours du Costa Rica et du Guatemala, il est le nouveau capitaine de route de la formation GW Shimano qui a perdu Félix Cárdenas, double tenant du titre. Sánchez, lui-même, espère s'immiscer dans la lutte pour le titre.
Sevilla voit comme favoris ses deux rivaux susnommés, mais il rajoute à la liste Freddy Montaña et Alex Cano, qui ont deux équipes fortes, pour les épauler. Ils sont entourés d'équipiers capables, eux-aussi, de gagner la Vuelta. Et en effet, Montaña se sent prêt à en découdre pour la victoire finale.

## Récit de la course

### 9 juin:1reétape
La première étape part du palais présidentiel à Quito, pour un parcours neutralisé dans le centre historique de la ville. Après trois étapes volantes (ou sprints bonifications), deux prix de la montagne répertoriés et 131,8 km de course, les concurrents arrivent au Colisée Jaime Rivadeneira d'Ibarra.
Les premiers kilomètres donnent lieu à de nombreuses escarmouches. Juan Pablo Villegas lance les hostilités puis c'est au tour de Carlos Pantano de tenter sa chance. Ces tentatives vaines sont suivies de celle de Luis Alfredo Martínez qui passe en tête le premier sprint bonification et la première difficulté du jour. Bien que rejoint rapidement, il intègre l'échappée décisive de dix hommes qui se forme quelques kilomètres plus loin. Les équipes principales étant représentées à l'avant, l'échappée prend du champ. À l'arrière, les coureurs des formations étrangères souffrent et se retrouvent dans des groupes d'attardés. Jaime Vergara éliminé sur chute, neuf fuyards se disputent la victoire d'étape, plus de cinq minutes trente devant le peloton. Stíver Ortiz règle ses compagnons d'aventure, au sprint, pour s'emparer du premier maillot de leader. À l'arrivée, sur le podium protocolaire, Ortiz a droit, également, au maillot du classement par points, tandis que Martínez se vêt de la tunique du meilleur grimpeur, Vergara de celle du classement des étapes volantes et Brayan Ramírez des moins de 23 ans.

### 10 juin:2eétape
La deuxième étape s'élance d'Ibarra pour arriver en Colombie, dans le département de Nariño, en passant par les villes de San Gabriel (en) et de Tulcán, sur une distance officielle de 134,1 km. Les coureurs ont trois sprints bonifications et deux prix de la montagne à se disputer avant d'atteindre le parc la Pola, à Ipiales. Bien que non répertoriée, l'arrivée à Ipiales se fait à l'issue d'une ascension de six kilomètres. Jaime Vergara ne prend pas le départ. Il s'est fracturé la clavicule en chutant, la veille.
Le début d'étape est ponctué par les sprints bonifications. Puis lors de la première ascension de la journée (le premier col de première catégorie de l'épreuve), Luis Largo s'échappe et passe en tête au sommet. Place qu'il occupe seul de nombreux kilomètres, obtenant jusqu'à une minute quarante d'avance. Environ soixante-dix coureurs sont décramponnés à l'issue de cette ascension. Dans la descente vers San Gabriel, le fort vent de côté provoque une cassure. Un premier groupe de dix-neuf hommes, avec, entre autres, Félix Cárdenas, Alejandro Ramírez et Giovanni Báez, piègent de nombreux candidats au titre. À l'arrivée, l'écart est de plus de trois minutes sur des coureurs comme Óscar Sevilla, Rafael Infantino, Alex Cano, Freddy Montaña, Óscar Sánchez et le leader de la course Stíver Ortiz, qui conserve néanmoins son poste. Luis Largo passe en tête la deuxième difficulté de l'étape et dépossède Luis Alfredo Martínez de maillot du meilleur grimpeur (ce dernier se console avec le classement des étapes volantes). Dans les derniers kilomètres, de nombreuses attaques ont lieu dans le groupe d'échappés. Celle du trio Byron Guamá, Jahir Pérez et Edwin Parra sera la bonne. Parra cède au trois kilomètres et Pérez résiste à l'Équatorien jusque dans le dernier kilomètre mais Guamá s'impose, remportant sa quatrième victoire d'étape sur un Tour de Colombie. Sebastián Henao profite de la contre-performance de Ramírez pour lui ravir la tête du classement Espoirs.

### 11 juin:3eétape
La distance de 92,2 km donne la plus courte des étapes en ligne de cette édition. Elle se dispute entièrement dans le département de Nariño, entre Ipiales et la capitale Pasto. Elle comprend une étape volante et deux cols (dont un de première catégorie à quinze kilomètres de l'arrivée). Le départ est donné du sanctuaire de Las Lajas. Les délais d'élimination ont été portés à 25 %.
Les premières minutes sont le théâtre de multiples attaques, notamment en raison des quatre kilomètres initiaux en montée, le peloton est scindé en trois. Pourtant, au cinquantième kilomètre, celui-ci est reformé et tout est à refaire. Les GW Shimano sont les premiers à (re)lancer les hostilités, une échappée se constitue avec cinq hommes Javier González, Rafael Infantino, Freddy Montaña, Mauricio Ortega et Oscar Sánchez, battus la veille. Ortega et Sánchez ont un rythme difficile à supporter pour leurs compagnons. Et tandis que Montaña réintègre le peloton, Ortega s'isole dans l'ascension du col de première catégorie. Lorsqu'il voit revenir sur lui ses compagnons d'échappée, un peu plus loin, son équipier Infantino en profite pour s'enfuir. Il obtient jusqu'à une minute quarante-quatre d'avance sur le peloton (à trois kilomètres du sommet). Mais Infantino paye sa débauche d'énergie et ne parvient à rallier l'arrivée que quelques secondes, seulement, devant le groupe des favoris. González et Sánchez qui avaient repris Ortega sont absorbés peu de temps avant l'arrivée. Sebastián Tamayo finit avec les meilleurs et dépossède de ses deux places de leader Stíver Ortiz, légèrement décroché d'une dizaine de secondes. À la faveur de l'unique sprint bonification de la journée, Jairo Salas s'empare de la tête du classement des étapes volantes.

### 12 juin:4eétape
Les coureurs quittent le département de Nariño et la ville de Pasto. Ils remontent vers le nord-est et pénètrent dans le département de Cauca. L'arrivée est jugée à El Bordo (es), chef-lieu de la municipalité de Patía. Les 164,3 km sont émaillés de trois sprints bonifications et de trois cols (le dernier à quatre cents mètres de la ligne d'arrivée).
Un col de troisième catégorie est placé six kilomètres après le départ, Javier González en profite pour déposséder Luis Largo du maillot de meilleur grimpeur. Il s'ensuit quarante kilomètres de descente avec un peloton compact. Dans l'ascension du deuxième col de la journée, Camilo Castiblanco et Óscar Álvarez s'échappent. Ils passent en tête ce col de deuxième catégorie. Les échappés sont repris un peu avant la deuxième étape volante, où Jairo Salas consolide sa place dans ce classement annexe. Camilo Castiblanco ne s'avoue pas vaincu et repart à l'attaque. Il accumule plus de trois minutes d'avance. Alors qu'il semble avoir course gagnée, il bute sur la dernière difficulté de la journée. Mauricio Ortega part à sa poursuite à trois kilomètres de l’arrivée. Ils sont repris par un petit groupe dans les derniers hectomètres d'ascension. Óscar Sevilla est le plus rapide des huit hommes, et s'impose pour la cinquième fois dans une étape du Tour de Colombie. Sebastián Tamayo arrive avec vingt-quatre secondes de retard mais conserve néanmoins sa place de leader de la course. Deux autres classements annexes subissent des changements, Hernán Parra prend la tête des Espoirs et Jonathan Millán celui du classement par points.

### 13 juin:5eétape
L'étape part de Popayán, dans le département du Cauca, pour rejoindre, 132,1 km plus loin, la capitale du département de Valle del Cauca, Cali. L'arrivée est jugée devant le complexe des piscines panaméricaines Hernando Botero O'Byrne. Trois cols de troisième catégorie sont à gravir et trois étapes volantes ponctuent la journée.
Les soixante premiers kilomètres sont de véritables montagnes russes qui ne favorisent pas les téméraires, pourtant très nombreux à tenter une escapade. Il faut attendre la montée de la dernière difficulté de la journée, au cinquante-sixième kilomètre, pour voir cinq hommes réussir à fausser compagnie au peloton. Ils mettent à profit l'apathie de leurs rivaux et les autoroutes qui mènent à Cali, pour compter quatre minutes quarante-cinq d'avance, à trente kilomètres de l'arrivée. L'équipe 4-72 Colombia tente bien de rapprocher le peloton mais abandonne rapidement. Les fuyards peuvent, alors, se disputer, entre eux, la victoire d'étape. L'explication commence à deux kilomètres de l'arrivée. Un trio se dégage dans les derniers hectomètres. Rafael Montiel s'impose et offre un deuxième bouquet à son équipe Aguardiente Antioqueño - Lotería de Medellín. Montiel, comme son compagnon de fugue Luis Felipe Laverde, profite des trois minutes trente d'avance obtenues pour intégrer le top 10 provisoire. Aucun changement n'est à signaler dans les différents classements.

### 14 juin:6eétape
Le départ est donné, à quelques kilomètres de Cali, devant la basilique de Buga, toujours dans le département de Valle del Cauca. Après trois sprints bonifications et quatre cols répertoriés, les concurrents arrivent à Manizales, capitale du département de Caldas. L'arrivée est placée cinq kilomètres et demi après la Plaza de Toros, sommet de l'ascension de première catégorie de la journée. La distance à parcourir est de 198,8 km. C'est la première étape d'un triptyque de journées de haute montagne.
Le départ à allure modérée permet à dix-neuf coureurs de tenter leur chance. La tentative vite avortée laisse la place à l'échappée du jour. Neuf hommes s'enfuient et prennent plus de cinq minutes d'avance. Sept concurrents partent à leur poursuite et naviguent entre les échappés et le peloton. Les cols successifs réduisent l'écart et les sept font la jonction. Il faut attendre Santa Rosa de Cabal pour voir de fortes attaques au sein du peloton. Mauricio Ardila s'en extrait tout comme Juan Alejandro García, Walter Pedraza ou Rodolfo Torres. Avant Chinchiná, ils ont rattrapé tout le monde, à l'exception de Jefferson Rueda, repris dans la montée finale. À l'arrière, Óscar Sevilla secoue les favoris par deux fois mais les Aguardiente Antioqueño le surveillent étroitement. Ardila s'est isolé et passe en tête à la Plaza de Toros, il est pourchassé par Juan Pablo Wilches et Luis Largo, sortis également du peloton. Seul Wilches le rejoint, pour se faire avaler par le groupe des meilleurs que le natif de Manizales, Oscar Sánchez dispose au sprint. Juan Sebastián Tamayo arrive quarante secondes plus tard et conserve son maillot. Sebastián Henao récupère la tête du classement Espoirs.

### 15 juin:7eétape
Les compétiteurs prennent le départ devant la mairie de Manizales. Ils rejoignent Ibagué, capitale du département du Tolima, après 183,1 km de course. Trois étapes volantes et quatre cols sont au programme. L'alto de La Línea, placé à soixante kilomètres de l'arrivée, est le seul col hors-catégorie de la compétition. C'est la troisième fois que le Tour de Colombie utilise ce parcours, après 1984 et 1993.
Le début de course est ponctué par les luttes que se livrent les coureurs pour les classements annexes de la montagne et des étapes volantes. Il faut attendre le soixante-quinzième kilomètre, pour voir une échappée prendre du champ. Mais seuls James Jaramillo et Edward Beltrán résistent. Rejoints par Freddy Malaver, ils commencent l'ascension de La Línea en pointe. L'action conjointe d'Ortega, Infantino et Sevilla, en tête du peloton, voue à l'échec le trio. Mauricio Ortega se dégage. Il prend régulièrement du temps au peloton des favoris. Au sommet, il se retrouve avec une minute vingt d'avance sur Álvaro Gómez, parti en contre, et deux minutes douze sur Luis Largo, qui précède de huit secondes le groupe des meilleurs. Dans la montée, Óscar Sevilla est un temps mis en difficulté par une attaque d'Alex Cano mais rétablit la situation avant le sommet. Passant avec deux minutes trente d'avance l'ultime sprint bonification, Ortega n'a plus qu'une minute trente au sommet de la dernière difficulté de la journée, à sept kilomètres du but. La fin de l'étape est difficile pour lui. Il ne conserve que quatorze secondes sur la ligne d'arrivée sur un trio composé de Sevilla, de Cano et de Jonathan Millán, deux de plus sur Iván Parra et quatre sur Luis Largo. Millán ravit le maillot de leader à son coéquipier Tamayo et a maintenant trente-deux secondes d'avance sur Largo. La lutte pour le titre paraît circonscrit aux six premiers de l'étape. Ortega et Sevilla, troisième et quatrième, se replacent. Ils sont à trois minutes, Cano et Parra, eux, sont à vingt-cinq et trente-cinq secondes de l'Espagnol. Les trois premiers, au matin, sont tous relégués à onze minutes de la tête, le soir. Les deux principaux perdants de la journée sont Félix Cárdenas, qui perd plus de cinq minutes sur Sevilla, et Oscar Sánchez. Tombé sur la chaussée mouillée, dans la descente de l'alto de Jazmín, il réintègre le peloton rapidement mais manque de forces lors de l'ascension du hors catégorie et termine à sept minutes. La formation Aguardiente Antioqueño - Lotería de Medellín d'Ortega ravit la tête du classement par équipes aux Indeportes Boyacá - EBSA qui la détenaient depuis le premier jour.

### 16 juin:8eétape
Partant d'Ibagué, les concurrents terminent leur journée au parc Simón Bolívar (es), dans la capitale colombienne, Bogota. La première partie est en terrain relativement plat (avec trois sprints bonifiés) puis la montagne arrive avec trois cols répertoriés (dont un de première catégorie à environ trente-cinq kilomètres de l'arrivée). Placé la veille de la journée de repos, cette étape est la plus longue du Tour de Colombie 2013, avec 213 km. Comme lors des deux jours précédents, les délais d'élimination sont fixés à 20 %.
Les cinquante premiers kilomètres se terminent en groupe compact devant la volonté des Aguardiente Antioqueño - Lotería de Medellín de placer leur sprinteur Jairo Salas en bonne position pour la première étape volante, qu'il remporte. Peu après, deux hommes s'enfuient. Pendant près de quatre-vingt kilomètres, Cristian Serrano et Cristian Gutiérrez vont occuper la tête de la course, avec une avance de deux minutes quinze, au maximum. Luis Martínez, parti à leur poursuite, reste seul en tête, lorsque ceux-ci sont rattrapés. Il passe le col de seconde catégorie près d'une minute devant deux poursuivants. Dans la montée du col de première catégorie, Rafael Infantino sort du peloton, d'abord avec Luis Felipe López et Fernando Camargo, puis seul. Il rejoint les échappés et part à la conquête de sa deuxième victoire d'étape. Pris en chasse par Alejandro Ramírez et Walter Pedraza, ceux-ci sont neutralisés. Tout comme la tentative de fugue d'Óscar Sevilla qui ne trompe pas la vigilance des hommes de la GW Shimano. Ces attaques font céder Luis Largo mais celui-ci réintègre le groupe des favoris avant le sommet. À cet endroit, Infantino passe avec deux minutes d'avance sur un peloton, réduit à une vingtaine de coureurs (Javier González passant deuxième au sommet, quarante secondes devant le groupe). Infantino conserve un avantage de près d'une minute à l'arrivée. Aucun changement n'est à constater dans les classements annexes et seule modification au classement général (au temps), Jair Pérez réussit à intégrer le Top 10, grâce à sa deuxième place à Bogota.

### 18 juin:9eétape
Les concurrents partent de la mairie de Sopó, dans le département de Cundinamarca, à une quarantaine de kilomètres de Bogota, pour atteindre 172,9 km plus loin, Santa Rosa de Viterbo, dans le département de Boyacá. Trois étapes volantes sont disséminés sur le parcours, ainsi que quatre cols de troisième catégorie (le dernier à moins de trois kilomètres de l'arrivée) .
Le début d'étape est le théâtre de multiples attaques, mais les GW Shimano veillent pour le leader de la course Jonathan Millán. Ne dépassant jamais la minute d’avance, la plus longue des fugues réunit John Martínez, Álvaro Duarte, Camilo Castiblanco et Jefferson Vargas, pendant moins d'une heure. Jairo Salas et Javier González tirent profit de la vigilance du peloton, pour consolider leur place dans les classements annexes. Après l'étape volante de Tunja, vingt et un coureurs s'échappent, de nouveau en péril, les hommes de Luis Alfonso Cely annihilent le danger vers Paipa. Plus de vingt tentatives de fugue sont comptabilisées dans la journée. Dans la dernière ascension du jour, Rafael Infantino et Brayan Ramírez tentent de s'extraire mais le rythme du peloton des leaders est tel que la tentative est, elle aussi, un échec. Puis c'est Óscar Sevilla qui s'y risque. Un ultime essai d'Óscar Sánchez, pour finir seul, et Félix Cárdenas, bien lancé par Óscar Pachón, dispose au sprint d'un peloton de trente-cinq coureurs. Cárdenas en profite pour s'emparer de la tête du classement par points.

### 19 juin:10eétape
Le départ est donné dans la municipalité voisine de Nobsa. Les concurrents traversent le département de Boyacá, et notamment sa capitale Tunja. Ils rejoignent le département de Cundinamarca, qu'ils avaient quitté la veille, pour finir dans la capitale laitière du pays, à Ubaté. Le tracé de 195,6 km compte trois sprints bonifications et trois cols, le dernier à plus de quarante kilomètres de l'arrivée.
Juan Diego Ramírez, Freddy Piamonte et John Martínez passent une bonne partie de la journée en tête, accumulant jamais plus d'une minute quarante-deux d'avance. Seuls ou avec d'autres coureurs, ils sont aux avant-postes du soixante-cinquième kilomètre jusque dans les faubourgs d'Ubaté. Bien que paraissant hors d'atteinte, ils se font reprendre un à un (Martínez étant le dernier à résister), en raison du travail de l'équipe Movistar, pour son finisseur Byron Guamá. Un sprint massif conclut l'étape avec la deuxième victoire de l'Équatorien. Il devance deux membres de l'équipe Formesan. Óscar Pachón finit devant Félix Cárdenas et termine deuxième comme à Santa Rosa de Viterbo. C'est le seconde étape consécutive sans incidence sur le classement général.

### 20 juin:11eétape
Les coureurs prennent le départ de Cota, situé à environ soixante-dix kilomètres d'Ubaté. Du département de Cundinamarca, ils atteignent le département de Caldas, quitté cinq jours auparavant, pour rejoindre La Dorada, au terme d'un parcours de 184,9 km. Trois étapes volantes sont au programme ainsi que trois cols (dont un de première catégorie). Les délais d'élimination sont fixés à 20 %. Sur le papier, l'étape ne semble pas être en mesure d'apporter de grands changements à la tête de la course.
Le début d'étape est animé par une échappée. Ne prenant jamais plus de trente secondes d'avance, le nombre des coureurs et leurs noms fluctuent en fonction de leur motivation. Ainsi Jairo Salas et Remberto Jaramillo l'intègrent, juste, pour se disputer un sprint bonification et se relèvent aussitôt. À mi-course, Víctor Niño reste le seul en tête au pied du col de première catégorie de la journée. Les EPM-UNE et les Aguardiente Antioqueño - Lotería de Medellín éprouvent la résistance du leader Jonathan Millán et de son équipe. Óscar Sevilla prend l'initiative d'attaquer, aussitôt suivi par Mauricio Ortega, Diego Calderón et Freddy Montaña. Millán cède et laisse partir le peloton. Emmené et protégé par ses coéquipiers d'Indeportes - EBSA, Luis Largo lui en fait partie et devient leader virtuel du classement. Calderón passe en tête au sommet, avec le groupe de Largo sur leurs talons. Millán est déjà à plus de trois minutes, malgré le renfort d'hommes comme Óscar Sánchez ou Edwin Parra. La seconde partie de l'étape voit la jonction du peloton avec le quatuor, dans la dernière difficulté de la journée. Les Aguardiente Antioqueño prennent la direction du peloton pour amplifier l'écart avec Millán. Malgré la demande de soutien des GW Shimano, ils doivent se battre seuls, les autres équipes étant représentées à l'avant. Cinq kilomètres avant l'arrivée, Montaña s'enfuit avec John Martínez, sans réelle opposition du groupe des vingt-trois. Malgré les assauts de Martínez, le capitaine de route des Movistar reste le plus fort et s'impose. Dans le même temps finit le groupe de Luis Largo, nouveau leader de la course. Millán n'arrive que six minutes plus tard.

### 21 juin:12eétape
Le départ de la compétition est donné devant l'hacienda Nápoles, à La Dorada, pour rejoindre la capitale antioqueña, Medellín. Les coureurs doivent franchir quatre cols et disputer deux sprints bonifications, sur les 174,3 km du tracé. Après le col de deuxième catégorie qui clôt les difficultés de l’étape, soixante-trois kilomètres de traversée attendent les cyclistes, jusqu'à la ligne d'arrivée qui se situe dans une des seize communes de Medellín (es), Aranjuez (es).
À peine leader depuis la veille, Luis Largo est en difficulté dès le premier col de troisième catégorie de la journée. Au vingt-sixième kilomètre, il passe avec un retard de trente-sept secondes. Dans la deuxième difficulté, sept kilomètres plus loin, il semble en mesure de rétablir la situation puisqu'il passe avec un retard de neuf secondes. Pourtant la jonction n'a pas lieu, malgré tous les efforts des hommes de Rafael Antonio Niño, au contraire, l'écart grandit. Au sommet de la difficulté suivante, kilomètre soixante-trois, où Javier González assure définitivement sa tunique de meilleur grimpeur, il est de quatre minutes quarante-cinq sur le groupe des favoris. Au cent-onzième, il dépasse les onze minutes. Dans ce col de deuxième catégorie, huit hommes se sont extraits. Au sommet, le leader déchu, la veille, Jonathan Millán les a rattrapé. Au passage du second sprint bonification, ils ne sont plus que six, avec une avance d'une cinquantaine de secondes sur le peloton. À cet instant, Jairo Salas devient le vainqueur virtuel du classement des étapes volantes. À quinze kilomètres de l'arrivée, l'échappée se scinde en deux. Millán porte une attaque décisive à quatre kilomètres de la ligne. Seul Óscar Pachón peut y répondre. Millán remporte l'étape et Pachón finit deuxième pour la troisième fois en quatre jours. Les favoris arrivent au compte-goutte dans la même minute. Largo arrive quatorze minutes plus tard, tandis qu'Óscar Sánchez abandonne, mal remis de ses blessures de la septième étape. Mauricio Ortega devient le nouveau leader, trois secondes devant Óscar Sevilla, trente-trois devant Alex Cano. Iván Parra est le dernier des prétendants sous la minute, il est à quarante-cinq secondes du titre. En précisant le caractère exceptionnel de la décision, le jury des commissaires décident de relever les délais d'élimination de 50 %, pour les passer de 15 à 22,5 %, pour permettre à plus de la moitié des coureurs d'être repêchée.

### 22 juin:13eétape
Cette étape part de Medellín et y revient. Le parcours est tracé dans l'Oriente antioqueño (es). Il est le seul de la compétition qui s'achève par une ascension. Après 133,3 km de course, les concurrents escaladent un col de première catégorie pour finir. Trois dernières étapes volantes ainsi que trois cols sont programmés avant le dénouement sur les hauteurs de Medellín, dans le corregimiento de Santa Elena (es).
Une échappée d'une douzaine d'hommes, emmenée par Álvaro Duarte, prend la tête de la course jusqu'à l'alto de La Ceja. L'écart est important car les équipes de pointe ont placé des hommes dans celle-ci. Puis l'avantage diminue au fur et à mesure que se profile l'alto de Santa Elena, dernière difficulté de la journée et du Tour de Colombie 2013. Daniel Jaramillo s'isole mais derrière lui, Óscar Sevilla est le premier à lancer les hostilités contre l'équipe Aguardiente Antioqueño - Lotería de Medellín, de ses rivaux les plus sérieux. Ces derniers réagissent et, tour à tour, Rafael Infantino, Mauricio Ortega et Alex Cano tentent de décrocher l'Espagnol. Cela a pour conséquence de circonscrire la lutte à un duel entre Sevilla et Cano. Malgré tous les efforts du Colombien, l'Espagnol s'accroche à sa roue. La principale victime de cet affrontement est Félix Cárdenas. Tandis que Jonathan Millán produit une attaque décisive qui lui permet de s'imposer en solitaire, une minute devant les duettistes. Il s'impose pour la seconde fois en deux jours. Sevilla profite des consignes de course de Gabriel Jaime Vélez, qui abandonne Ortega au profit d'une performance utopique de Cano, pour revêtir le maillot tricolore de leader. À la veille de l'arrivée, les quatre mêmes hommes sont toujours en lutte pour le titre, bien qu'Ortega ait sérieusement rétrogradé dans la hiérarchie.

### 23 juin:14eet dernière étape
La soixante-troisième édition du Tour de Colombie se termine par un contre-la-montre dont le parcours officiel a été raccourci de plus de quatre kilomètres. Il est maintenant de 27,9 km. Il est tracé entièrement dans la ville de Medellín. L'arrivée se fait devant le parc aquatique Jean Paul II.
Partant en deuxième, Sebastián Salazar est le premier à finir l'épreuve. Il établit le premier temps de référence en 35 min 17 s. Troisième des derniers championnats nationaux, Jaime Suaza est le premier à battre ce temps, pour deux secondes. Puis Camilo Suárez prend provisoirement la tête de la course en étant le premier sous les trente-cinq minutes. Un autre spécialiste du contre-la-montre, Pedro Herrera lui subtilise les commandes de la compétition, avec 34 min 22 s. Près de soixante coureurs échoueront, comme le rouleur Víctor Hugo Peña, sur ce temps. Il faut attendre Mauricio Ardila pour voir son chrono être battu. Herrera terminera finalement huitième. Puis Rafael Infantino signe 32 min 30 s et bat la référence d'Ardila d'une minute trente (qui lui permettra tout de même de finir cinquième). Infantino s'offre ainsi le gain de sa troisième étape sur cette Vuelta.
La lutte pour les dix premières places au classement général final voit Luis Felipe Laverde grimper de la dixième à la sixième place, grâce à son quatrième temps, tandis qu'au contraire Álvaro Gómez chute au dixième rang en raison de sa contre-performance dans l'effort solitaire. Le Top 5 reste inchangé. Jonathan Millán ne réussit pas à subtiliser la quatrième place à Iván Parra, pour trois secondes. Mauricio Ortega réalise un excellent chrono pour un pur grimpeur et reste sur le podium. Bien que reprenant six secondes à l'Espagnol, son coéquipier Alex Cano doit se contenter de la deuxième place derrière Óscar Sevilla, vainqueur de son premier Tour de Colombie.

## Les étapes
| Étape     | Date    | Villes étapes                                                                   | km         | Vainqueur d'étape | Leader du classement général |
| 1re étape | 9 juin  | Quito - Ibarra                                                                  | 131,8      | Stíver Ortiz      | Stíver Ortiz                 |
| 2e étape  | 10 juin | Ibarra - San Gabriel (en) - Tulcán - Ipiales                                    | 134,1      | Byron Guamá       | Stíver Ortiz                 |
| 3e étape  | 11 juin | Ipiales - Pasto                                                                 | 92,2       | Rafael Infantino  | Sebastián Tamayo             |
| 4e étape  | 12 juin | Pasto - El Bordo (es)                                                           | 164,3      | Óscar Sevilla     | Sebastián Tamayo             |
| 5e étape  | 13 juin | Popayán - Cali                                                                  | 132,1      | Rafael Montiel    | Sebastián Tamayo             |
| 6e étape  | 14 juin | Buga - Manizales                                                                | 198,8      | Óscar Sánchez     | Sebastián Tamayo             |
| 7e étape  | 15 juin | Manizales - Ibagué                                                              | 183,1      | Mauricio Ortega   | Jonathan Millán              |
| 8e étape  | 16 juin | Ibagué - Bogota                                                                 | 213        | Rafael Infantino  | Jonathan Millán              |
| Repos     | 17 juin | Journée de repos                                                                | -          | -                 | -                            |
| 9e étape  | 18 juin | Sopó - Santa Rosa de Viterbo                                                    | 172,9      | Félix Cárdenas    | Jonathan Millán              |
| 10e étape | 19 juin | Nobsa - Ubaté                                                                   | 195,6      | Byron Guamá       | Jonathan Millán              |
| 11e étape | 20 juin | Cota - La Dorada                                                                | 184,9      | Freddy Montaña    | Luis Largo                   |
| 12e étape | 21 juin | La Dorada - Medellín (Aranjuez) (es)                                            | 174,3      | Jonathan Millán   | Mauricio Ortega              |
| 13e étape | 22 juin | Medellín - Marinilla - Rionegro - La Ceja - Alto de Santa Elena (Medellín) (es) | 133,3      | Jonathan Millán   | Óscar Sevilla                |
| 14e étape | 23 juin | Medellín                                                                        | 27,9 (CLM) | Rafael Infantino  | Óscar Sevilla                |

## Classement général
116 coureurs terminent l'épreuve.
| #   | Coureur             | Équipe                                       |    | Temps            |
| --- | ------------------- | -------------------------------------------- | -- | ---------------- |
| 1.  | Óscar Sevilla       | EPM-UNE                                      | en | 51 h 36 min 18 s |
| 2.  | Alex Cano           | Aguardiente Antioqueño - Lotería de Medellín | +  | 20 s             |
| 3.  | Mauricio Ortega     | Aguardiente Antioqueño                       |    | 2 min 01 s       |
| 4.  | Iván Parra          | Formesan - Bogotá Humana                     |    | 2 min 23 s       |
| 5.  | Jonathan Millán     | GW Shimano                                   |    | 2 min 26 s       |
| 6.  | Luis Felipe Laverde | Coldeportes - Claro                          |    | 4 min 09 s       |
| 7.  | Alejandro Ramírez   | Aguardiente Antioqueño                       |    | 4 min 34 s       |
| 8.  | Diego Quintero      | GW Shimano                                   |    | 4 min 53 s       |
| 9.  | Jahir Pérez         | Indeportes Boyacá - EBSA                     |    | 5 min 41 s       |
| 10. | Álvaro Gómez        | Aguardiente Néctar - Calidad de vida         |    | 6 min 12 s       |

## Évolution des classements
| Étapes             | Vainqueur          | Classement général | Classement du meilleur jeune | Classement de la montagne | Classement par points | Classement des étapes volantes | Classement par équipes                              |
| ------------------ | ------------------ | ------------------ | ---------------------------- | ------------------------- | --------------------- | ------------------------------ | --------------------------------------------------- |
| 1re étape          | Stíver Ortiz       | Stíver Ortiz       | Brayan Ramírez               | Luis Alfredo Martínez     | Stíver Ortiz          | Jaime Vergara                  | Indeportes Boyacá - EBSA                            |
| 2e étape           | Byron Guamá        | Stíver Ortiz       | Sebastián Henao              | Luis Largo                | Stíver Ortiz          | Luis Alfredo Martínez          | Indeportes Boyacá - EBSA                            |
| 3e étape           | Rafael Infantino   | Sebastián Tamayo   | Sebastián Henao              | Luis Largo                | Sebastián Tamayo      | Jairo Salas                    | Indeportes Boyacá - EBSA                            |
| 4e étape           | Óscar Sevilla      | Sebastián Tamayo   | Hernán Parra                 | Javier González           | Jonathan Millán       | Jairo Salas                    | Indeportes Boyacá - EBSA                            |
| 5e étape           | Rafael Montiel     | Sebastián Tamayo   | Hernán Parra                 | Javier González           | Jonathan Millán       | Jairo Salas                    | Indeportes Boyacá - EBSA                            |
| 6e étape           | Óscar Sánchez      | Sebastián Tamayo   | Sebastián Henao              | Javier González           | Jonathan Millán       | Jairo Salas                    | Indeportes Boyacá - EBSA                            |
| 7e étape           | Mauricio Ortega    | Jonathan Millán    | Sebastián Henao              | Javier González           | Jonathan Millán       | Jairo Salas                    | Aguardiente Antioqueño - Lotería de Medellín - IDEA |
| 8e étape           | Rafael Infantino   | Jonathan Millán    | Sebastián Henao              | Javier González           | Jonathan Millán       | Jairo Salas                    | Aguardiente Antioqueño - Lotería de Medellín - IDEA |
| 9e étape           | Félix Cárdenas     | Jonathan Millán    | Sebastián Henao              | Javier González           | Félix Cárdenas        | Jairo Salas                    | Aguardiente Antioqueño - Lotería de Medellín - IDEA |
| 10e étape          | Byron Guamá        | Jonathan Millán    | Sebastián Henao              | Javier González           | Félix Cárdenas        | Jairo Salas                    | Aguardiente Antioqueño - Lotería de Medellín - IDEA |
| 11e étape          | Freddy Montaña     | Luis Largo         | Sebastián Henao              | Javier González           | Félix Cárdenas        | Jairo Salas                    | Aguardiente Antioqueño - Lotería de Medellín - IDEA |
| 12e étape          | Jonathan Millán    | Mauricio Ortega    | Sebastián Henao              | Javier González           | Félix Cárdenas        | Jairo Salas                    | Aguardiente Antioqueño - Lotería de Medellín - IDEA |
| 13e étape          | Jonathan Millán    | Óscar Sevilla      | Sebastián Henao              | Javier González           | Jonathan Millán       | Jairo Salas                    | Aguardiente Antioqueño - Lotería de Medellín - IDEA |
| 14e étape          | Rafael Infantino   | Óscar Sevilla      | Sebastián Henao              | Javier González           | Jonathan Millán       | Jairo Salas                    | Aguardiente Antioqueño - Lotería de Medellín - IDEA |
| Classements finals | Classements finals | Óscar Sevilla      | Sebastián Henao              | Javier González           | Jonathan Millán       | Jairo Salas                    | Aguardiente Antioqueño - Lotería de Medellín - IDEA |

## Liste des participants
158 coureurs sont officiellement engagés.
| Formesan - Bogotá Humana - ETB | Indeportes Boyacá - EBSA | Aguardiente Antioqueño - Lotería de Medellín - IDEA |
| - 1. Félix Cárdenas Colombie - 2. Iván Parra Colombie - 3. Rodolfo Torres Colombie - 4. Fabio Montenegro Colombie - 5. Didier Sastoque Colombie - 6. Óscar Pachón Colombie - 7. Edgar Fonseca Colombie - 8. Daniel Balsero Colombie - 9. Aristóbulo Cala Colombie - 10. Jaime Vergara Colombie (NP 2e) DS Carlos Guerrero                                | - 11. Fernando Camargo Colombie - 12. Víctor Niño Colombie - 14. Jahir Pérez Colombie - 15. Mario Rojas Colombie - 16. Pedro Herrera Colombie - 17. Ismael Sarmiento Colombie - 18. Mauricio Neisa Colombie - 19. Luis Largo Colombie - 20. Luis Alfredo Martínez Colombie DS Rafael Antonio Niño                                                             | - 21. Alex Cano Colombie - 22. Rafael Infantino Colombie - 23. Alejandro Ramírez Colombie - 24. Mauricio Ortega Colombie - 25. Mauricio Ardila Colombie - 26. Juan Diego Ramírez Colombie - 27. Rafael Montiel Colombie - 28. Óscar Álvarez Colombie - 29. Jairo Salas Colombie - 30. Jaime Suaza Colombie DS Gabriel Jaime Vélez |
| Coldeportes - Claro | GW Shimano - Envía - Gatorade | EPM-UNE |
| - 31. Luis Felipe Laverde Colombie - 32. Camilo Gómez Colombie - 33. John Martínez Colombie - 34. Julián Rodas Colombie (NP 9e) - 35. Didier Chaparro Colombie - 36. Juan Alejandro García Colombie - 37. William Valencia Colombie - 38. Daniel Jaramillo Colombie - 39. Sebastián Henao Colombie - 40. Ronald Gómez Colombie DS Carlos Mario Jaramillo | - 41. Óscar Sánchez Colombie (A 12e) - 42. Edwin Parra Colombie - 43. Jonathan Millán Colombie - 44. Diego Quintero Colombie - 45. Fidel Jeobany Chacón Colombie - 46. Arley Montoya Colombie - 47. Sebastián Tamayo Colombie - 48. Francisco Colorado Colombie (Ex 7e) - 49. Karol Torres Colombie (NP 14e) - 50. Diego Tamayo Colombie DS Luis Alfonso Cely | - 51. Óscar Sevilla Espagne - 52. Giovanni Báez Colombie - 53. Walter Pedraza Colombie - 54. Edwin Carvajal Colombie - 55. Stíver Ortiz Colombie - 56. Jaime Castañeda Colombie - 57. Freddy Piamonte Colombie - 58. Weimar Roldán Colombie - 59. Camilo Castiblanco Colombie - 60. Edward Beltrán Colombie DS Raúl Mesa          |
| Supergiros - Blanco del Valle - Lotería del Valle - Redetrans | 4-72 Colombia | Movistar Team America |
| - 61. Jorge Humberto Martínez Colombie - 62. Alvaro Montoya Colombie (A 11e) - 63. Jonathan Paredes Colombie (A 8e) - 64. Santiago Ojeda Colombie - 65. Víctor Hugo Peña Colombie - 66. Heberth Gutiérrez Colombie - 67. Cristian Serrano Colombie - 68. Arles Castro Colombie (A 13e) - 69. Carlos Pantano Colombie (Ex 6e) DS Carlos Pérez             | - 71. Edson Calderón Colombie - 72. Heiner Parra Colombie (A 7e) - 73. Juan Pablo Villegas Colombie (A 2e) - 74. Camilo Suárez Colombie - 75. Carlos Urán Colombie (A 6e) - 76. Daniel Durango Colombie - 77. Sebastián Salazar Colombie - 78. Maximino Galindo Colombie (A 9e) - 79. Jesús Castaño Colombie DS Jimmy Martínez                                | - 81. Freddy Montaña Colombie - 82. Byron Guamá Équateur - 83. Alejandro Serna Colombie - 84. Omar Mendoza Colombie - 85. Freddy González Colombie (A 13e) - 86. Marcelo Paspuezán Équateur - 87. Brayan Ramírez Colombie - 88. Óscar Soliz Bolivie - 89. Wilson Cepeda Colombie - 90. Darwin Pantoja Colombie DS Libardo Leyton  |
| Fuerzas Armadas - Ejército Nacional | Gobernación del Tolima - Formar - Seg del Sur | Más en Cristo - IMRD Chía - Postal express |
| - 91. Willinton Bustamante Colombie - 92. Gustavo Ramírez Colombie - 93. Wilson López Colombie - 94. Deivis Rubio Colombie (A 10e) - 95. Leonardo Rodríguez Colombie - 96. Iván Malpica Colombie - 97. Jefferson Vargas Colombie - 98. Jilmar Riveros Colombie - 99. Hernán Parra Colombie - 100. Michael Henao Colombie DS José Jaime González          | - 101. Andrés Rodríguez Colombie - 102. Giovanni Barriga Colombie - 103. Jon Freddy Guzmán Colombie (Ex 1re) - 104. Jefferson Urrego Colombie (HD 9e) - 105. Jesús Rodríguez Colombie - 106. Guido Cárdenas Colombie - 107. Óscar Suratá Colombie - 108. Jaime Lozano Colombie DS Nazario Arango                                                              | - 111. Juan Pablo Wilches Colombie - 112. Carlos Becerra Colombie - 113. Luis Alberto Alonso Colombie - 114. Antonio Salazar Colombie - 115. Norberto Wilches Colombie - 116. Yerson Naranjo Colombie (A 13e) - 118. Cristian Gutiérrez Colombie - 119. Dubán Agudelo Colombie (A 13e) DS Danilo Alvis                            |
| Aguardiente Néctar - Calidad de vida | Sélection national d'Équateur | Coltejer - Alcaldía de Manizales |
| - 121. Álvaro Gómez Colombie - 122. Daniel Rincón Colombie - 123. Álvaro Duarte Colombie - 124. Cristian Talero Colombie - 125. Sebastián Caro Colombie - 126. Jhonatan Rodríguez Colombie - 127. Vladimir González (en) Colombie - 128. Fredy Malaver Colombie DS Alexander Roa                                                                         | - 131. Jorge Gallegos Équateur - 132. Pablo Hidalgo Équateur - 133. Henry Velasquo Équateur - 134. Andrés Guzmán Équateur (HD 2e) - 135. Franklin Guzmán Équateur (HD 9e) - 136. Fabián Chiluisa Équateur (HD 2e) - 137. Jorge Chiluisa Équateur (HD 1re) - 138. Dario Pita Équateur (HD 1re) DS René Garzón                                                  | - 141. Javier González Colombie - 142. Flober Peña Colombie - 143. Diego Calderón Colombie - 144. James Jaramillo Colombie - 145. Víctor Hugo González Colombie - 146. Luis Felipe López Colombie - 147. Jefferson Rueda Colombie - 148. Danny Osorio Colombie - 149. Remberto Jaramillo Colombie DS Héctor Manuel Castaño        |
| San Luis Somos Todos | Amore & Vita | Utensilnord Ora24.eu |
| - 152. Sergio Godoy Argentine (A 8e) - 153. Andrei Sartassov Chili (HD 2e) - 154. Cristian Martínez Argentine - 155. Fernando Murgo Argentine (HD 9e) - 156. Juan Ariel Lucero Argentine - 157. Leonardo Sosa Argentine (HD 2e) - 158. Mauricio Quiroga Argentine - 159. Gabriel Juárez Argentine (HD 2e) DS Ramón Sánchez                               | - 161. Uri Martins Mexique (HD 9e) - 162. Artem Topchanyuk Ukraine (A 8e) - 163. Antonio Di Battista Italie - 164. Sergiy Sevostianov Ukraine (HD 1re) - 165. Anton Storchous Ukraine (HD 1re) - 166. Niv Libner Israël DS Maurizio Giorgini | - 171. Omar Lombardi Italie (A 4e) - 172. Alessandro Mazzi Italie (Ex 4e) - 173. Andrea Masciarelli Italie - 174. Simone Masciarelli Italie (A 9e) - 175. Marco Zamparella Italie (A 4e) - 176. Marco Zanotti Italie (A 9e) DS Franco Gini                                                                                        |